# Crempigny-Bonneguête
Crempigny-Bonneguête är en kommun i departementet Haute-Savoie i regionen Auvergne-Rhône-Alpes i sydöstra Frankrike. Kommunen ligger i kantonen Rumilly som tillhör arrondissementet Annecy. År 2022 hade Crempigny-Bonneguête 325 invånare.

## Befolkningsutveckling
Antalet invånare i kommunen Crempigny-Bonneguête
| Referens: INSEE |